# Sigbjørn Johnsen

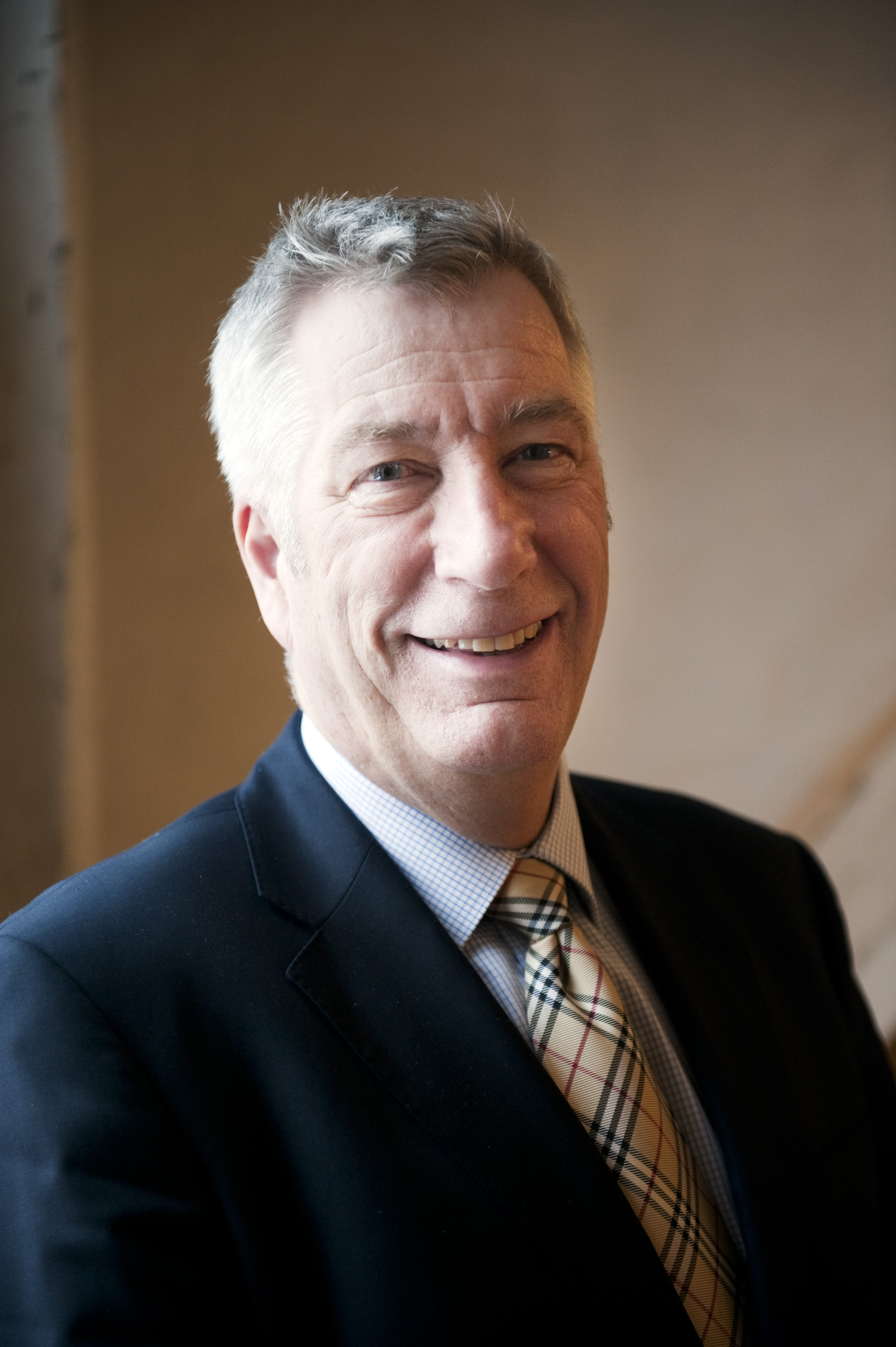

Sigbjørn Johnsen, född 1 oktober 1950 i Lillehammer, är en norsk politiker från Arbeiderpartiet. Han var stortingsrepresentant för Hedmark fylke från 1977 till 1997. Johnsen var fylkesman i Hedmark från 1997 till 2009. Han var finansminister i Regeringen Brundtland III 1990 till 1996 och under Regeringen Stoltenberg II 2009 till 2013.